# ビシェンプール
ビシェンプールは、インド北東部のマニプル州の都市である。日本語では大戦時より「ビシェンプール」と呼びならわされているが、中世にヴィシュヌ神の神殿が建立されたことにちなんでおり、「ビシュヌプル」と表記されることもある。

## 概要
マニプル州を南北に縦断するインド国道２号線と、西のかたアッサム平原へ抜ける街道の結節点であり、古来交通の要衝であった。
また、街の南東に広がるロクタク湖は、水草による浮島が無数に点在する沼沢地であり、風光明媚のみならず、貴重な生態系を保存していることから、ラムサール条約による登録地ともなっている。
第二次世界大戦時は、日本軍と英印軍の激戦地となった。第33師団 (日本軍)の歩兵第214連隊は、アラカン山脈を踏破した部隊から逐次この街に攻撃を仕掛けるが、そのほとんどが壊滅した。
また、オード・ウィンゲートが墜落死した地としても知られる。

## 作品
- 『ロクタク湖白雨（インパール前線）』（向井潤吉 1944年）[2]